# Атаєв Дюше Айтбайович
Дюше Айтбайович Атаєв (1905, село Тугел Семиріченської області, тепер Киргизстан — 1942, тепер Киргизстан) — киргизький радянський діяч, секретар ЦК КП(б) Киргизії з пропаганди та агітації.

## Біографія
У 1924—1926 роках навчався в Пішпекському сільськогосподарському технікумі Киргизької АРСР.
Член ВКП(б) з 1927 року.
З 1927 року працював у Талаському кантонному комітеті ВЛКСМ Киргизької АРСР.
До 1932 року — аспірант Середньоазіатського державного університету в місті Ташкенті.
У 1933—1937 роках — слухач Ташкентського інституту марксизму-ленінізму.
У 1937—1938 роках — завідувач Партійного кабінету при ЦК КП(б) Киргизії.
У 1938—1940 роках — голова Радіокомітету при РНК Киргизької РСР; завідувач відділу друку ЦК КП(б) Киргизії; головний редактор, заступник директора, директор Киргизького державного видавництва.
17 березня 1940 — офіційно 20 травня 1942 року — секретар ЦК КП(б) Киргизії з пропаганди та агітації.
Одночасно в листопаді 1940 — 1942 року — редактор журналу ЦК КП(б) Киргизії «Коммунист». 
24 березня 1942 року заарештований органами НКВС. Помер у в'язниці.

## Нагороди
- орден «Знак Пошани» (31.01.1941)